# March (historieta)
March: Una cronica de la lucha por los derechos civiles de los afroamericanos (en inglés: March) es una novela gráfica en blanco y negro que trata sobre el movimiento de los derechos civiles contado desde la perspectiva del líder de los derechos civiles y congresista de los Estados Unidos John Lewis. La trilogía está escrita por Lewis y por Andrew Aydin, y está ilustrada por Nate Powell. El primer volumen, March: Book One, fue publicado en agosto de 2013, y el segundo volumen March: Book Two, fue publicado en enero de 2015, recibiendo buenas críticos en ambos. March: Book Three fue publicado en agosto de 2016 junto con una edición especial de la trilogía March 
March narra la historia del movimiento detrás de la lucha por los derechos civiles en los Estados Unidos. Este primer libro recuenta los sucesos en la adolescencia de Lewis, su primer encuentro con Martin Luther King. y su lucha por acabar con la segregación racial.
Norma Editorial publicó la versión española.